# Ajax Copenhague
Pour les articles homonymes, voir Ajax.
L’Ajax Copenhague ou Ajax Heroes est un club de handball, situé à Copenhague au Danemark.

## Histoire
Le club fut fondé en 1934, sous le nom de IF Ajax.
Deux après sa fondation, le club connut son premier titre, en suivra huit autres dont le dernier en 1964.

## Palmarès
Handball à onze
- Championnat du Danemark
  - Vainqueur (8) : 1937, 1942, 1944, 1948, 1949, 1950, 1952, 1953, 1964
  - Deuxième (3) : 1947, 1951, 1954
  - Troisième (0) : néant

Handball à sept
- Championnat du Danemark
  - Vainqueur (1) : 1964
  - Deuxième (1) : 1997
  - Troisième (3) : 1965, 1966, 1995
- Coupe du Danemark
  - Vainqueur (1) : 1965
  - Finaliste (1) : 1984